# Famatina megye
Famatina egy megye Argentína északnyugati részén, La Rioja tartományban. Székhelye Famatina.

## Népesség
A megye népessége a közelmúltban a következőképpen változott:
| Év   | Lakosság |
| ---- | -------- |
| 2001 | 6355     |
| 2010 | 5863     |